# Nepalomyia hesperia
Nepalomyia hesperia är en tvåvingeart som beskrevs av Justin B. Runyon och Hurley 2003. Nepalomyia hesperia ingår i släktet Nepalomyia och familjen styltflugor.
Artens utbredningsområde är Kalifornien. Inga underarter finns listade i Catalogue of Life.